# 호커스 포커스 (영화)
《호커스 포커스》(영어: Hocus Pocus)는 미국에서 제작된 케니 오테이가 감독의 1993년 판타지 코미디 영화이다. 벳 미들러 등이 출연하였고, 데이비드 커슈너가 원안과 제작에 참여하였다.

## 출연
- 벳 미들러
- 세라 제시카 파커
- 캐시 너지미
- 옴리 캐츠
- 소라 버치
- 비네사 쇼
- 찰스 로킷
- 스테퍼니 패러시
- 숀 머리
- 제이슨 마즈든
- 캐슬린 프리먼
- 더그 존스
- 어맨다 셰퍼드
- 래리 배그비
- 터바이어스 젤리넥
- 노르베르트 바이서
- 게리 마셜
- 페니 마셜

## 기타 제작진
- 공동 제작: 보니 브룩하이머
- 협력 제작: 제이 하이트
- 미술: 윌리엄 샌델
- 의상: 메리 보트, 패멀라 와이즈

## 우리말 녹음
KBS 성우진 (2001년 1월 26일)
- 김정미 - 위니프레드(벳 미들러)
- 김옥경 - 세라(세라 제시카 파커)
- 차명화 - 메리(캐시 너지미)
- 김승준 - 맥스(옴리 캐츠)
- 박상일
- 송연희
- 이윤선
- 이규화
- 김순영
- 한호웅
- 김관진
- 손선근
- 정미경
- 유동균
- 김상현